# ジャーンヴィ・カプール
ジャーンヴィ・カプール（Janhvi Kapoor、1997年3月6日-）は、ヒンディー語映画に出演するインドの女優。

## 出自
1997年3月6日、女優シュリデヴィと映画プロデューサーのボニー・カプールとの間に生まれる。妹にクシ、異母兄妹にアルジュン・カプール、アンシュラ・カプールがいる。俳優のアニル・カプールとサンジャイ・カプールの姪にあたる。
ジャーンヴィはムンバイのダーラブハイ・アンバニ・インターナショナル・スクールで学び、デビュー前に、カリフォルニア州のリー・ストラスバーグ演劇映画学校で演技講座を受講した。

## 女優としてのキャリア
2018年にシャシャーンク・カイターン監督のロマンス映画『ダダク Dhadak』でデビューし、イシャーン・カッターと共演した。これは2016年のマラーティー語映画『Sairat』のヒンディー語リメイクで、ジャーンヴィは上流階級の少女を演じた。彼女はカッター演じる下層階級の少年と駆け落ちした後、悲劇的な人生を歩んでいくことになる。この映画には否定的な評価が多かったものの、全世界で11億ルピーの興行収入を記録し、商業的には成功を収めた。評論家のラジーヴ・マサンドは、CNN-News18の記事でこの映画がカーストに関わる言及を削除したことを批判し、原作よりも劣るとみなしたが、ジャーンヴィについては「一瞬で人の心をひきつけるような儚さと、スクリーン上の彼女から目が離せなくなるような魂のこもった特質を持っている」と感じたと書いた。一方『ファーストポスト』のアンナ・M・M・ヴェッティキャドは、彼女が「個性に欠け、色のない演技をしている」と考えた。この作品でジャーンヴィは、ジー・シネ・アワードの最優秀新人女優賞を受賞した。同年、化粧品ブランド「ナイカ Nykaa」のブランド・アンバサダーに抜擢された。

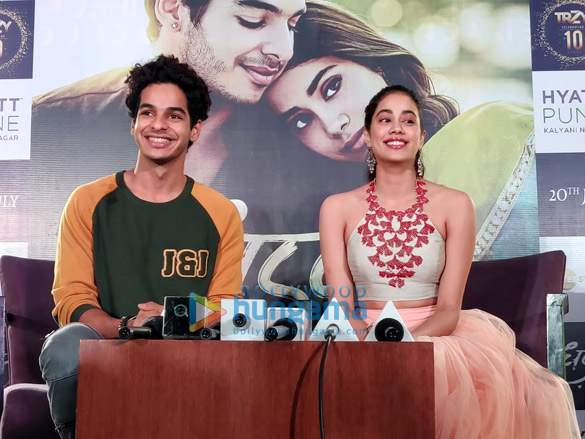
イシャーン・カッターと（2018年）

次の出演作は、2020年、Netflixのホラー・アンソロジー映画『恐怖のアンソロジー』のゾーヤー・アクタルのパートである。『インディアン・エクスプレス』紙のシュブラ・グプタはこのパートを好まないとしながら、「唯一本当に驚かされたのは、しっかりとした本物の演技をしたジャーンヴィ・カプールである」と付け加えている。その後、彼女は伝記映画『グンジャン・サクセナ -夢にはばたいて- Gunjan Saxena』で戦闘機パイロットのグンジャン・サクセナ役を演じた。この作品はCOVID-19の流行により劇場公開されず、Netflixでストリーミング配信された。役作りのため、ジャーンヴィはサクセナと一緒に時間を過ごし、フィジカル・トレーニングを受け、空軍将校のボディランゲージを学んだ。サイバル・チャテルジーは、NDTVで彼女の演技を「まずまず堅実」と評し、Rahul Desaiは、「Film Companion」で彼女の「表面上はプライベートな演技」を「一分の隙もない（pitch-perfect）」と、より高く評価した。
2021年のコメディ・ホラー映画『Roohi』ではラージクマール・ラーオと共演し、一人二役を演じた。また、『Dostana 2』ではカールティク・アーリヤン、ラクシュ・ラールワーニーと共演した。また、カラン・ジョーハル監督の『Takht』に出演予定である。

## フィルモグラフィ
| Film has yet to be released | 未公開の作品 |

| 公開年 | タイトル                       | 役                        | 備考                                                                              | 注     |
| ------ | ------------------------------ | ------------------------- | --------------------------------------------------------------------------------- | ------ |
| 2018   | Dhadak                         | Parthavi Singh Rathore    | フィルムフェア賞新人女優賞にノミネート ジー・シネ・アワード最優秀新人女優賞を受賞 | [ 17 ] |
| 2020   | Ghost Stories                  | Sameera                   | Netflix配信アンソロジー映画、ゾーヤー・アクタル監督のパート                       | [ 18 ] |
| 2020   | イングリッシュ・ミディアム     | 本人役                    | 楽曲「Kudi Nu Nachne De」で特別出演                                               | [ 19 ] |
| 2020   | Gunjan Saxena: The Kargil Girl | Gunjan Saxena             | Netflix配信                                                                       | [ 20 ] |
| 2021   | Roohi                          | Roohi Arora / Afzana Bedi |                                                                                   | [ 21 ] |
| 2021   | Dostana 2                      |                           |                                                                                   | [ 22 ] |
| 2021   | Good Luck Jerry                |                           |                                                                                   | [ 23 ] |
| 2024   | デーヴァラ                     | タンガ                    |                                                                                   |        |